# アルベール・ザフィ
アルベール・ザフィ（1927年5月1日 - 2017年10月13日）は、マダガスカルの政治家。1993年3月27日から1996年9月5日までの間、同国大統領を務めた。

## 来歴
ザフィは1927年、アンツィラナナ州ディアナ地区のアンビロベで生まれた。フランスのモンペリエ大学を卒業した後マダガスカルに戻り、ガブリエル・ラマナンツォア内閣で公衆衛生・社会事業大臣となった。ディディエ・ラツィラカが1975年に政権を握ると、ザフィは政府を辞職しマダガスカル大学に移った。
1988年、彼が設立した民主開発国民連合(UNDD)が1990年に野党化し、野党の連合である社会勢力行動委員会(CFV)が設立されると、ザフィはUNDDを率いてCFVの総裁となった。1991年7月、ザフィは一週間拘束されたものの、10万人の支持者が彼の釈放を求め、ザフィは釈放された。その後もザフィは民主化運動の先頭に立ち、1992年11月にはラツィラカ大統領が譲歩してザフィ主班の暫定政府が成立した。11月25日には大統領選挙が行われ、ザフィとラツィラカが決選投票へと進出した。そして1993年2月10日の決選投票において、ザフィは67%の得票で大統領に選出された。
政権の座に就くと、ザフィは国際通貨基金の支援の下構造調整に取り組んだ。1993年6月には議会選挙が行われ、ザフィ派が多数を獲得し、ザフィはフランシスク・ラヴォニーを首相に任命して経済改革に乗り出した。しかし、経済は好転せず、国民の間には不満が高まっていった。1995年10月にはラヴォニーが辞任し、なおも続く経済危機の中ザフィ派の勢いは衰えていき、1996年9月には大統領弾劾決議が国会に提出された。可決には国会の3分の2以上の賛成が必要だったが、134人の議員のうち、賛成票99、反対票32で法案は可決された。1996年11月にはそれを受けて大統領選挙が行われ、ザフィは決選投票でラツィラカに敗れて下野することとなった。その後もザフィは政治活動を続けたが人気は凋落の一途をたどり、2001年の大統領選挙においては5%の得票しかえられなかった。
2017年10月13日にレユニオンのサン＝ピエール総合病院にて死去。